# Nicolas-Toussaint des Essarts

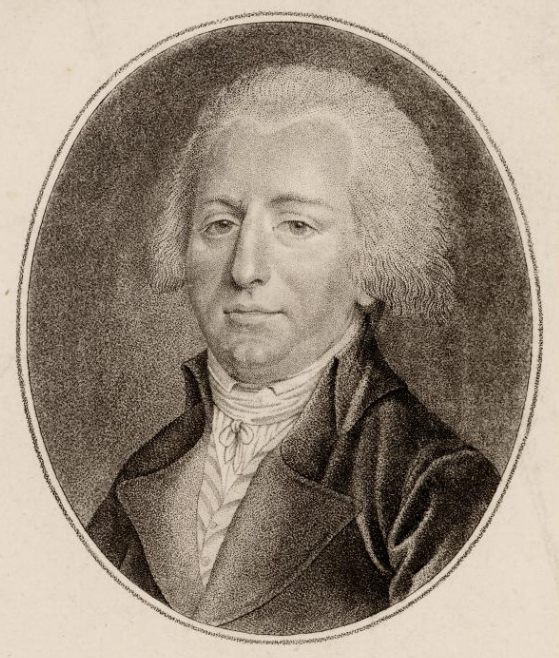
Nicolas-Toussaint des Essarts

Nicolas-Toussaint des Essarts, auch Nicolas-Toussaint Lemoyne Desessarts (geb. 1. November 1744 als Le Moyne des Essarts in Coutances; gest. 4. Oktober 1810 in Paris), war ein französischer Rechtsanwalt, Schriftsteller, Buchhändler und Verleger.

## Leben
Nicolas-Toussaint Des Essarts war erst in Paris als Anwalt tätig. Danach wechselte er den Beruf zum Buchhändler und Verleger.  Er war selbst Autor mehrerer juristischer und literarischer Werke und gab umfangreiche Materialsammlungen heraus. Er war ein arbeitsamer und unermüdlicher Materialsammler, dessen Werke Gustave Vapereau als eilig und oberflächlich zusammengestellt titulierte.
1789, im Alter von 45 Jahren, war er während der französischen Revolution Kommandant des Bataillons von Passy und Präsident der Primärversammlung (Assemblée primaire), welche die darauf folgende Wahlversammlung vorbereiten sollte. Im Oktober 1790 war er Mitglied der ersten Wahlversammlung von Paris (Assemblée électorale de Paris). Er war darüber hinaus Mitglied mehrerer französischer Gelehrtengesellschaften (Académie), so der Académie des sciences, belles-lettres et arts de Rouen, der Académie des sciences, arts et belles-lettres de Caen, der Académie des sciences, lettres et arts d’Arras und der Société nationale académique de Cherbourg.
Zu Beginn des Jahres 1791 wurde Nicolas-Toussaint Des Essarts wegen seines Verhaltens heftig von Bürgern von Passy angegriffen. Daraufhin trat er am 12. Januar 1791 von seinem Posten als Bataillonskommandant zurück.  Er fühlte sich verleumdet und rechtfertigte sein Verhalten in der Veröffentlichung „Nicolas-Toussaint Le Moyne des Essarts, Rechtsgelehrter und Wähler des Departements Paris an seine Verleumder“ (Réponse de N.-T. Le Moyne des Essarts, homme de loi et électeur du département de Paris, à ses calomniateurs). Er berichtete von den erlittenen Beleidigungen und protestierte gegen die Beschuldigung, mit dem Polizeileutnant Sartine in Verbindung gestanden zu haben. Als Beweis für seine liberale Gesinnung diente ein Brief, den Voltaire am 16. Juni 1776 an ihn gerichtet hatte sowie mehrere patriotische Reden, die er bei verschiedenen Gelegenheiten gehalten hatte.
Ab 1797 betrieb er eine Buchhandlung im Zentrum von Paris am Place de l’Odéon.

## Wichtige Veröffentlichungen
- Causes célèbres, curieuses et intéressantes, de toutes les cours souveraines du royaume, avec les jugemens qui les ont décidées, Paris, P. G. Simon, 1773–1789, 196 vol. in-12
- Les Trois Théâtres de Paris : ou Abrégé historique de l’établissement de la Comédie française, de la Comédie italienne et de l’Opéra, avec un précis des lois, arrêts, règlements et usages qui concernent chacun de ces spectacles, Paris, Lacombe, 1777
- Dictionnaire universel de police : contenant l’origine et les progrès de cette partie importante de l'administration civile en France, Paris, Nicolas-Léger Moutard, 1786–1790, 8 vol. in-4º
- Galerie des orateurs grecs et latins : ou Tableau des effets de l'éloquence chez les anciens, Paris, N.-L.-M. Desessarts, 1806, xii-144, pl. gravées in-8º
- Les Siècles littéraires de la France : ou Nouveau dictionnaire, historique, critique, et bibliographique, de tous les écrivains français, morts et vivans, jusqu’à la fin du XVIIIe siècle, Paris, 1800–1803, 7 vol. in-8º et suppl.
- Nouveau dictionnaire bibliographique portatif : ou Essai de bibliographie universelle contenant l’indication des meilleurs ouvrages qui ont paru dans tous les genres, tant en France que chez les nations étrangères, anciennes et modernes ; précédé d’une nouvelle édition des Conseils pour former une bibliothèque peu nombreuse, mais choisie, Paris, 1799, 20 cm
- Précis historique de la vie, des crimes et du supplice de Robespierre et de ses principaux complices, Delance, 1797, 244–[4], portr. gravé intitulé « Men roberspierre [sic] » ; in-12

## Wichtige wissenschaftliche Werke
- Joseph de La Porte, avec Antoine-Alexandre Barbier, Nouvelle bibliothèque d’un homme de goût : entièrement refondue, corrigée… contenant des jugements tirés des journaux, Paris, Duminil-Lesueur, 1808–1810, 5 vol.
- Paul Pellisson-Fontanier, Œuvres choisies, Paris, N.-L.-M. Desessarts, 1805, 217–207 p., 2 tomes en 1 vol.
- Nicolas Gilbert, Œuvres complètes : contenant ses satires, ses poésies diverses et ses ouvrages en prose, nouvelle édition augmentée d’un Discours sur la satire et les satiriques, tant anciens que modernes, Paris, N.-L.-M. Desessarts, 1797, 2e éd., xxxii-181, in-8º, portrait .